# Ephippiandra microphylla
Ephippiandra microphylla là một loài thực vật có hoa trong họ Monimiaceae. Loài này được (Perkins) Cavaco miêu tả khoa học đầu tiên năm 1957.